# 博羅歡
博罗欢（1236年或1238年？—1300年），又译孛鲁欢、不鲁合罕，元朝将领，蒙古忙兀氏。畏答儿曾孙，琐鲁火都的儿子。
博罗欢十六岁时为本部断事官。中统元年（1260年）随从忽必烈讨伐阿里不哥，中统三年（1262年），统率忙兀军平李璮之乱，多次立功。诏录燕南狱，谳决明允。至元八年（1271年），受命至云南，审理云南王忽哥赤被省臣宝合丁毒害之事，并将企图贿赂他的六籝金上交。回任昭勇大将军、右卫亲军都指挥使。至元十一年（1274年），为金吾卫上将军、中书右丞，统左路军，与伯颜率领的右路军一起进攻南宋。兼淮东都元帅，攻取海州、东海、石秋，攻清河、拔淮安、下扬州。加封桂阳、德庆21000户。至元十四年（1277年）在应昌讨平只里斡台的叛乱。至元二十年（1280年）升为御史大夫。至元二十四年（1287年）率领忙兀、弘吉剌、亦乞列思、札剌儿、兀鲁兀五部，参与平定平乃颜、合丹之乱，擒塔不带，斩老的。至元三十一年（1294年），元成宗即位，担任陕西等处行中书省平章政事，后留镇河南。拜光禄大夫、上柱国，先后任湖广等处行中书省、江浙等处行中书省平章政事。去世后追封泰安王。谥武穆。

## 传记资料
- 《元史》卷一百二十一
- 《新元史》列传第二十一